# Norden
Norden è una città di 24 855 abitanti della Bassa Sassonia, in Germania.

Appartiene al circondario (Landkreis) di Aurich (targa AUR).
Norden si fregia del titolo di "Comune indipendente" (Selbständige Gemeinde). Nella chiesa di San Ludgeri è presente un pregevole organo monumentale realizzato da Arp Schnitger.

## Geografia antropica

### Suddivisioni amministrative
Norden si divide in 11 zone, corrispondenti all'area urbana e a 10 frazioni (Ortsteil):
- Norden (area urbana)
- Bargebur
- Leybuchtpolder
- Neuwesteel
- Norddeich
- Ostermarsch
- Süderneuland I
- Süderneuland II
- Tidofeld
- Westermarsch I
- Westermarsch II

## Gemellaggi[2]
- Bradford on Avon, dal 1969
- Pasewalk, dal 2004